# Burgoberbach
Burgoberbach est une commune allemande de Bavière, située dans l'arrondissement d'Ansbach et le district de Moyenne-Franconie.

## Géographie

Situation de Burgoberbach dans l'arrondissement d'Ansbach

Burgoberbach est située à 8 km au sud d'Ansbach, le chef-lieu de l'arrondissement.

## Histoire
Burgoberbach a été une possession des évêques d'Eichstätt avant d'appartenir, de 1803 à 1806, aux comtes d'Oettingen et de devenir, en 1806, possession du royaume de Bavière.
Jusqu'en 1945, Burgoberbach a fait partie de l'arrondissement de Feuchtwangen.
En 1972, les communes de Neuses, Niederoberbach et Sommersdorf sont incorporées à la commune de Burgoberbach.

## Démographie
| 1910  | 1933  | 1939  | 1950  | 1961  | 1979  | 2004  | 2009  |
| ----- | ----- | ----- | ----- | ----- | ----- | ----- | ----- |
| 1 117 | 1 179 | 1 187 | 1 862 | 1 973 | 2 377 | 3 446 | 3 355 |

## Monuments
- Château de Sommerdsdorf, dans le village de Sommersdorf. Construit au XIVe siècle par Ludwig von Eyb, il est devenu la possession de la famille von Crailsheim au XVIe siècle, qui l'occupe toujours, il a été remanié au XIXe siècle.

## Personnalités
- Albrecht von Eyb (en), (1420-1475), un des premiers écrivains humanistes allemands, est né à Sommersdorf.